# جاسوسانی مثل ما
جاسوسانی مثل ما (انگلیسی؛ Spies Like Us) یک فیلم کمدی جاسوسی آمریکایی محصول سال ۱۹۸۵ به کارگردانی جان لندیس با بازی چوی چیس، دن اکروید، استیو فارست و دانا دیکسون است. این فیلم ماجراهای کمیک دو مأمور اطلاعاتی تازه‌کار اعزامی به اتحاد جماهیر شوروی را ارائه می‌کند.
این فیلم تا حدی در نزدیکی سوگنفیورد در نروژ (به عنوان روسیه) و صحرا (به عنوان پاکستان) فیلم‌برداری شده است. اگرچه نقدهای معاصر این فیلم تا حد زیادی منفی بود، اما فیلم یک موفقیت مالی بود و ۷۷ میلیون دلار فروخت.

## گیشه
این فیلم ۶۰ میلیون دلار در ایالات متحده و کانادا در مقابل بودجه ۲۲ میلیون دلاری به دست آورد. این فیلم در خارج از کشور ۱۷٫۲ میلیون دلار فروخت و مجموعاً ۷۷٫۳ میلیون دلار در سراسر جهان فروش داشت.